# Félix Faure
Félix Faure (Parigi, 30 gennaio 1841 – Parigi, 16 febbraio 1899) è stato un politico francese.
Fu presidente della Repubblica Francese dal 1895 sino alla sua morte nel 1899.

## Biografia
Era il figlio di Jean-Marie Faure (1809-1889) e Rose Cuissard (1819-1852), entrambi originari del dipartimento del Rodano. Il suo fratellastro (nato dalle seconde nozze del padre) era Constantin Faure, ufficiale di marina disperso in mare nel 1884 a 24 anni. Trascorse gli anni dell'infanzia nella capitale francese, salvo poi compiere gli studi in un liceo a Beauvais e a Ivry-sur-Seine. Per approfondire la sua formazione, partì per l'Inghilterra per due anni, dove imparò l'inglese e le basi del commercio. In seguito, quando si arruolò negli chasseurs africani, Félix Faure prese in considerazione la carriera militare salvo poi rinunciarvi. Nel 1861 compì uno stage di 18 mesi presso la conceria di Amboise.
Nel 1863 Faure fu assunto da un'azienda di pelletteria a Le Havre. Nel gennaio 1867, diventato commerciante di pelli, fondò la sua prima società, "Félix Faure et Cie", diventando uno dei primi ad acquistare le spedizioni prima che arrivassero in Europa. 

### Carriera politica
Félix Faure iniziò la sua carriera come oppositore di Napoleone III, nel 1865, sostenendo la politica di decentralizzazione. Esponente dei Repubblicani moderati, si candidò alle elezioni municipali del 6-7 agosto 1870. Félix Faure venne eletto con la «liste démocratique» a Le Havre.
Il 4 settembre 1870, dopo la sconfitta di Sedan, Léon Gambetta dichiarò la decadenza del Secondo Impero, proclamò la Terza Repubblica e formò un governo provvisorio. Il giorno successivo Félix Faure, ardente difensore della Terza Repubblica, venne nominato vicesindaco. Incaricato della difesa della città, minacciata dai prussiani, gestì l'acquisto di munizioni e l'arruolamento di migliaia di concittadini per organizzare una linea di difesa. Il governo de Broglie revocò la sua carica nel 1873.
Fu eletto deputato della Seine-Inférieure per quattro mandati: 1881-1885, 1885-1889, 1889-1893 e 1893-1895. Divenne quindi sottosegretario al Commercio e alle Colonie in diversi governi e poi passò sottosegretario alla Marina e infine, prima di essere nominato ministro della Marina. Fu presidente della Repubblica francese dal 17 gennaio 1895, a seguito delle dimissioni di Casimir Perier, fino al 16 febbraio 1899, quando morì improvvisamente durante il mandato. È a lui che, nel 1898, venne rivolto l'appello di Émile Zola, nel celebre pamphlet J'accuse, in difesa del capitano Alfred Dreyfus, ufficiale dell'esercito francese ingiustamente accusato e condannato per tradimento.

### La morte
Morì a causa di un ictus che lo colse nel primo pomeriggio nella sala blu dell'Eliseo, mentre vi si intratteneva con la sua amante, Marguerite Steinheil. È l'unico presidente francese ad essere morto nella residenza ufficiale, e uno dei due presidenti deceduti mentre erano in carica per cause naturali (l'altro fu Georges Pompidou). La sua tomba monumentale si trova nel cimitero Père Lachaise, a Parigi.
La vicenda della curiosa morte di Faure suscitò grande scandalo e offrì il destro agli avversari politici per commenti salaci. Georges Clemenceau, ad esempio, confezionò il divertente calembour «Il a voulu vivre César, il est mort Pompée» ("Volle impersonare Cesare ed è morto Pompeo"), giocando sul fatto che in francese Pompée, il nome del celebre antagonista di Giulio Cesare, il generale Pompeo, è pronunciato allo stesso modo di pompé, participio passato del verbo pompare.